# Dobbs Ferry
Dobbs Ferry – wieś w Stanach Zjednoczonych, w stanie Nowy Jork, w hrabstwie Westchester.